# Jannie Faurschou
Jannie Faurschou (født 10. juni 1950 i København) er en dansk skuespillerinde.
Faurschou er uddannet på Skuespillerskolen ved Odense Teater i 1974. Hun er kendt fra tv for sin medvirken i serien Strandvaskeren (1978) og Hjem til fem (1995-1997).
I 2005 modtog Jannie Faurschou Lauritzen-prisen på kr. 100.000.
Hun er søster til instruktør og skuespiller Jørn Faurschou og var i sin ungdom medlem af den danske rockgruppe Made in Denmark.

## Filmografi
Blandt de film, hun har medvirket i, kan nævnes:
- Pas på ryggen, professor – 1977
- Vinterbørn – 1978
- Johnny Larsen – 1979
- Har du set Alice? – 1981
- Ulvetid – 1981
- Otto er et næsehorn – 1983
- Busters verden – 1984
- Tekno Love – 1989
- Springflod – 1990
- Det skaldede spøgelse – 1992
- Snøvsen – 1992
- Roser & persille – 1993
- Snøvsen Ta'r Springet – 1994
- Farligt venskab – 1995
- Riget II – 1997
- Albert – 1998
- Den eneste ene – 1999
- Små ulykker – 2002
- Næste skridt – 2006

### Tv-serier
- Rejseholdet 1983 - 1985
- En gang strømer (2. episode) 1987
- Troldebjerget (Mimse) 1996 – 1997